# 國井英吉
國井英吉（くにい えいきち、1917年3月30日 - 1999年3月16日）は、北海道士別市の第3代市長。北海道猿払村出身。

## 経歴
自治大学校修了。苦学の末北海道庁に勤務し、根室支庁総務課長、北海道総務部地方課長補佐を経て、1964年に士別市の助役に就任。1974年に木村伊三郎の後を受け、第3代士別市長に就任、4期16年つとめた。士別市長時代はトヨタ自動車の研究所誘致、サフォーク種の羊の育成事業に貢献した。後援会は村上茂利派が中心だった。1990年に士別市長職を辞し政界から引退。1991年、勲四等旭日小綬章を受章。
1999年、肺癌のため死去。死去した年は士別市の開基100年になっていた。